# Monocentrus pudicus
Monocentrus pudicus är en insektsart som beskrevs av Capener 1972. Monocentrus pudicus ingår i släktet Monocentrus och familjen hornstritar. Inga underarter finns listade i Catalogue of Life.